# 杉浦家住宅
杉浦家住宅（すぎうらけじゅうたく）は、愛知県西尾市一色町一色西屋敷の登録有形文化財。

## 文化財
- 主屋[WEB 1]

江戸時代末期の建築。1921年（大正10年）頃および1986年（昭和61年）の2度の改修を経ている。木造2階建、瓦葺、建築面積188平方メートル。2022年（令和4年）10月31日に登録有形文化財として登録。
- 書院[WEB 2]

明治中期の建築。木造平屋建、瓦葺、建築面積62平方メートル。2022年（令和4年）10月31日に登録有形文化財として登録。
- 書院

### WEB
1. 1 2 3 4 5 6  “杉浦家住宅主屋”. 国指定文化財等データベース.   文化庁. 2024年9月16日閲覧。
2. 1 2 3 4  “杉浦家住宅書院”. 国指定文化財等データベース.   文化庁. 2024年9月16日閲覧。